# Kurkowa Skała

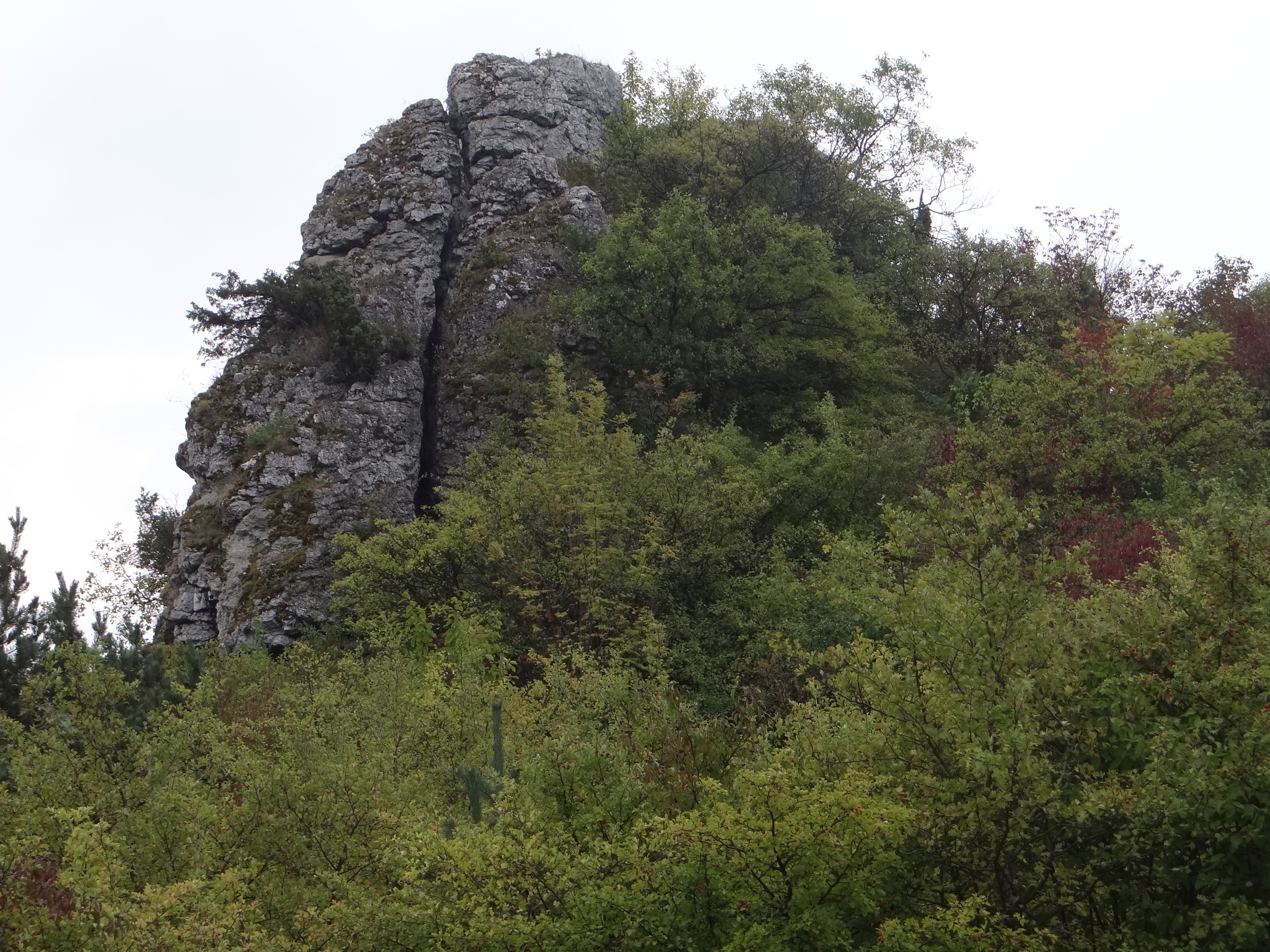

Kurkowa Skała – skała w Skarżycach (dzielnica Zawiercia w województwie śląskim). Znajduje się wśród pól uprawnych po południowo-wschodniej stronie zabudowanego obszaru Zawiercia, przy drodze ze Skarżyc do Żerkowic, w odległości około 70 m na północ od tej drogi i jest z niej widoczna. Znajduje się na terenie otwartym, ale jej otoczenie stopniowo porastają chaszcze. Skała zbudowana jest z wapieni, pod względem geograficznym znajduje się na Wyżynie Częstochowskiej.